# 河源縣
河源縣是中國廣東省歷史上的一個舊縣名，為今天的河源市的前身。始設於公元483年，撤銷於公元1988年，此間一千五百多年縣名未變。

## 历史
南齊永明元年（483年），析龍川縣置河源、新豐縣，隸屬南海郡；河源縣治設於今源城區上城。南梁天監二年（503年），析南海置梁化郡，河源縣隸屬梁化郡。
隋朝開皇十年（590年），廢梁化郡置循州，河源縣隸屬循州。次年，龍川縣併入河源縣。大業元年（605年），裁休吉縣併入河源；置龍川郡，河源隸屬龍川郡。
唐朝武德五年（622年），析河源縣置石城縣，縣治在縣東北100公里原清湖都。同年龍川郡復名循州。貞觀元年（627年），廢石城縣，併入河源。嗣圣元年（684年），改循州為雷鄉郡。天寶四年（745年），改雷鄉郡為海豐郡。乾元元年（758年），復名循州。唐時河源地域廣闊，包括了今東源、源城、和平、連平、新豐、龍門的部份或大部份地方。
南漢乾亨元年（917年），析循州置禎州，河源縣隸屬禎州。北宋天禧五年（1021年），改禎州為惠州。宣和二年（1021年）改惠州為博羅郡，不久又復稱惠州。
元朝至元十六年（1279年），改惠州為惠州路，立總管府，管轄歸善、博羅、海豐、河源4縣。
明朝洪武元年（1368年），惠州路改為府，河源屬惠州府轄。崇禎六年（1633年），河源分割忠信二圖之地置連平州，并兼河源、和平兩縣。此時，河源人口、地域大減。清朝時屬惠州府，是惠州府屬的中心地方。

## 近代
民國初年（1919年），河源屬廣東潮循道，旋即廢。道制廢後，中級地方行政機構久不設置。民國14年（1925年）廣東統一，河源隸屬東江行政委員會公署。
1949年初，中共领导下的粤赣湘边区机构成功地策反了驻守河源县的广东省保安第十三团，并歼灭其它效忠中华民国政府的武装力量，控制了东江上游地区除河源县城外的所有县城及乡村。在此之前的1947年冬，中共政权已控制河源县的部分地区。1948年12月，在上莞成立河源县人民政府，1949年6月迁至蓝口镇。中共九连地委撤消中共河东工委、河西工委，成立中共河源县委员会。同年8月，中国人民解放军已逼近广东省。当时，驻守河源县城的是国军第196师。在粤赣湘边纵队攻势下，9月18日，国军第196师撤出河源县城。19日，粤赣湘边纵队进入县城。21日，攻占河源县全境。23日，中共河源县委、河源县人民政府迁往县城，接管河源。
1949年后，河源縣屬東江專區；1953年屬粵東行政區；1956年3月屬惠陽專區；1959年3月惠陽專區撤銷，屬韶關專區管轄；1963年惠陽地區恢復，又劃歸惠陽地區轄。1988年1月，惠陽專區改為惠州市，河源撤縣設置地級市，轄龍川、紫金、和平、連平4個縣級區，原河源縣劃分為源城區和郊區。